# Batalla de Bolia
La Batalla de Bolia fue una batalla en 469 entre los ostrogodos  de los Godos Amalíes y una coalición de tribus germánicas en la provincia romana de Panonia. Fue combatido en el lado sur del Danubio cerca de su confluencia con el río Bolia, en la actual Hungría.  Los ostrogodos vencieron, logrando la supremacía en Panonia, pero pronto emigraron al sur hacia tierras más ricas.